# Ima fusca
Ima fusca är en bönsyrseart som beskrevs av Tindale 1924. Ima fusca ingår i släktet Ima och familjen Iridopterygidae. Inga underarter finns listade i Catalogue of Life.